# 27 tháng 11
Ngày 27 tháng 11 là ngày thứ 331 (332 trong năm nhuận) trong lịch Gregory. Còn 34 ngày trong năm.

## Sự kiện
- 25 – Hán Quang Vũ Đế Lưu Tú vào Lạc Dương, định đô triều đại Đông Hán tại thành này.
- 1095 – Giáo hoàng Urbanô II tuyên bố Cuộc thập tự chinh thứ nhất tại Hội đồng Clermont, nhằm đánh chiếm các thánh địa ở phía Đông từ tay người Hồi giáo.
- 1895 – Tại Paris, Alfred Nobel ký di chúc cuối cùng của mình, trong đó dành tài sản của bản thân để lập ra giải Nobel sau khi qua đời.
- 1944 – Chiến tranh thế giới thứ hai: Trận Peleliu tại Palau kết thúc với thắng lợi của quân đội Hoa Kỳ trước quân đội Nhật Bản.
- 1978 – Đảng Công nhân người Kurd được thành lập tại thành phố Riha (Urfa) tại Thổ Nhĩ Kỳ.
- 1992 – Lần thứ hai trong vòng một năm, Lực lượng vũ trang cố gắng lật đổ Tổng thống Carlos Andrés Pérez tại Venezuela.
- 2004 – Giáo hoàng Gioan Phaolô II giao di cốt của Gioan Kim Khẩu cho Giáo hội Chính Thống giáo Đông phương.

## Sinh
- 111 – Antinous, ái nhân của Hoàng đế La Mã Hadrianus (m. 130)
- 1127 – Tống Hiếu Tông Triệu Thận, sinh ngày Mậu Dần tháng 10 năm Đinh Mùi (m. 1194)
- 1576 – Shimazu Tadatsune, daimyo người Nhật (m. 1638)
- 1701 – Anders Celsius, nhà thiên văn học người Thụy Sĩ (m. 1744)
- 1754 – Georg Forster, nhà tự nhiên học, dân tộc học, nhà văn du lịch, nhà báo, và cách mạng người Đức (m. 1794).
- 1867 – Charles Koechlin, nhà soạn nhạc, nhà nghiên cứu âm nhạc, nhà sư phạm người Pháp. (m. 1950).
- 1870 – Juho Kusti Paasikivi, tổng thống thứ 7 của Phần Lan. (m. 1956).
- 1874 – Chaim Weizmann, chính trị gia người Israel, Tổng thống thứ nhất của Israel (m. 1952)
- 1887 – Homma Masaharu, tướng của Lục quân Đế quốc Nhật Bản, (m. 1946)
- 1894 – Matsushita Kōnosuke, doanh nhân người Nhật, thành lập Panasonic (m. 1989),
- 1903 – Lars Onsager, nhà hóa học người Na Uy, đoạt Giải Nobel hóa học (m. 1976)
- 1920 – Cal Worthington, Đại úy và đại lý xe hơi người Mỹ (m. 2013)
- 1921 – Alexander Dubček, chính trị gia người Slovak (m. 1992)
- 1926 – Chae Myung-shin, tướng Lục quân Hàn Quốc (m. 2013)
- 1932 - 
  - Benigno Aquino, Jr, chính trị gia người Philippines (m.1983)
  - Diệp Quang Thủy, Hải quân Phó Đề đốc, Chuẩn tướng Quân lực Việt Nam Cộng hoà (m. 2013)
- 1939 – Laurent-Desire Kabila, Tổng thống Cộng hòa Dân chủ Congo (m. 2001)
- 1940 – Lý Tiểu Long, diễn viên võ thuật, sáng lập võ phái Triệt quyền đạo người Mỹ gốc Hoa (m. 1973)
- 1942 – Jimi Hendrix, ca sĩ, người viết ca khúc, người chơi guitar, và nhà sản xuất người Mỹ (m. 1970)
- 1951 – Kathryn Bigelow, đạo diễn người Mỹ
- 1956 – William Fichtner, diễn viên người Mỹ
- 1957 – Caroline Kennedy, tác gia và luật sư người Mỹ
- 1960 – Yulia Volodymyrivna Tymoshenko, chính trị gia, cựu Thủ tướng Ukraina
- 1963 – Désirée von Hohenzollern
- 1964 – Roberto Mancini, cầu thủ bóng đá và nhà quản lý người Ý.
- 1967 – Na Anh, ca sĩ người Trung Quốc.
- 1968 – Michael Vartan, diễn viên người Mỹ gốc Pháp
- 1969 – Quách Khả Doanh, diễn viên người Hong Kong.
- 1972 – Việt Trinh, diễn viên người Việt Nam.
- 1973 – Sharlto Copley, diễn viên người Nam Phi.
- 1981 – Bruno Alves, cầu thủ bóng đá người Bồ Đào Nha.
- 1989 - Will, ca sĩ người Việt Nam, thành viên cựu nhóm nhạc 365
- 1992 – Park Chanyeol, thành viên nhóm nhạc Hàn Quốc EXO

## Mất
- 8 TCN – Horace, thi nhân La Mã (sinh 65 TCN)
- 511 – Clovis I, quốc vương của Vương quốc Frank (sinh 466)
- 395 – Flavius Rufinus, chính khách La Mã
- 1474 – Guillaume Dufay, nhà soạn nhạc sinh tại ngoại ô Bruxelles (sinh 1397)
- 1852 – Ada Lovelace, nhà toán học người Anh (sinh 1815)
- 1893 – Nguyễn Phúc Hòa Thục, phong hiệu Vĩnh An Công chúa, công chúa con vua Minh Mạng (sinh 1818)
- 1895 – Alexandre Dumas con, tác gia và nhà soạn kịch người Pháp (sinh 1824)
- 1953 – Eugene O'Neill, nhà soạn kịch người Mỹ, đoạt Giải Nobel Văn học (sinh 1888)
- 1955 – Arthur Honegger, nhà soạn nhạc người Thụy Sĩ - Pháp (sinh 1892)
- 1968 – Út Tịch, nữ Anh hùng lực lượng vũ trang nhân dân Việt Nam (sinh 1931)
- 1978 – Giuse Maria Trịnh Như Khuê, giám mục Công giáo người Việt Nam (sinh 1898)
- 1978 – Harvey Milk, chính trị gia người Mỹ (sinh 1930)
- 1989 – Carlos Arias Navarro, chính trị gia Tây Ban Nha (sinh 1908)
- 1999 – Elizabeth Gray Vining, nhà văn, chuyên viên thư viện người Mỹ, gia sư dạy Nhật Hoàng (sinh 1902)
- 2008 – Vishwanath Pratap Singh, Thủ tướng Ấn Độ thứ 7 (sinh 1931)
- 2011 – Gary Speed, cầu thủ bóng đá và nhà quản lý người Anh Quốc (sinh 1969)
- 2019 – Cao Dĩ Tường, người mẫu và diễn viên người Canada gốc Đài Loan (sinh 1984).
- 2020 – Mohsen Fakhrizadeh, nhà khoa học hạt nhân hàng đầu của Iran (sinh 1958)